# Route 774 (Nouveau-Brunswick)
Pour les articles homonymes, voir Route 774.
La route 774 est une route locale du Nouveau-Brunswick située dans l'extrême sud-ouest de la province, sur l'île Campobello. Elle traverse une région principalement agricole et maritime, car elle suit la côte. Elle mesure par ailleurs 15 kilomètres et est pavée sur toute sa longueur.

## Tracé
La route 774 débute à la frontière entre le Canada et les États-Unis, à Lubec, en tant que prolongement de la route 189 du Maine. Ce poste frontalier est d'ailleurs le poste entre le Nouveau-Brunswick et le Maine le plus au sud. La frontière internationale est d'ailleurs située au centre du pont Franklin Delano Roosevelt.
La 774 traverse l'île Campobello en ayant une orientation plutôt nord-sud, traversant les localistés de Welshpool et Wilsons Beach, puis elle se termine trois kilomètres au sud-ouest du phare situé au nord de l'île. 

## Intersections principales
La 774 ne possède aucune intersection majeure.